# Baja Prog
Baja Prog fue un festival mexicano de rock progresivo de reconocimiento mundial, que contó con gran participación tanto de bandas internacionales como nacionales, además de haber sido un encuentro para fanes de varios países para intercambiar ideas y crear relaciones. El festival estaba localizado en la ciudad de Mexicali, que es la capital del estado de Baja California, México, justo en la frontera con California, Estados Unidos.
Organizado por la banda mexicana Cast y su líder Alfonso Vidales, atraía mucha atracción turística de diferentes partes del mundo, sobre todo de Estados Unidos y del mismo México.
La primera edición se celebró en 1997 con solo tres bandas, con el pasar de los años, y la importancia que iba obteniendo el festival, llegó a haber hasta 20 grupos en el cartel de todas partes del mundo. La última edición fue en el año 2014.
Normalmente el festival tenía dos escenarios, uno al aire libre en el hotel sede con conciertos durante la mañana y parte de la tarde, así como otro escenario en el Teatro del Estado de Mexicali donde se celebraban los conciertos en la noche, con las cabezas del cartel.

## Ediciones

### Baja Prog 1997[6]
- - Cast
- - Ekus
- - Lands End

### Baja Prog 1998[6]
- - Ten Jinn
- - Cruz de Hierro
- - XII Alphonso
- - Minimun Vital
- - Pupet Show
- - Ilúvatar
- - Equinox

### Baja Prog 2000[6]
- - Halloween
- - Eclat
- - After Crying
- - Jadis
- - Pallas
- - Five Fifteen
- - Nexus
- - Isildurs Bane
- - Huesol
- - John Wetton

### Baja Prog 2001[6]
- - Le Orme
- - Finisterre
- - Landmarq
- - Sylvan
- - Solaris
- - Ankh
- - Discus
- - Omni
- - Vital Duo
- - Priam
- - Eclat
- - Azigza
- - Subterra
- - Exsimio
- - Kromlech
- - Aria
- - Cast

### Baja Prog 2002[6]
- - Glass
- - Muros de Agua
- - Hamadryad
- - Ergo Sum
- - Thieves Kitchen
- - Sergio Álvarez
- - Raimundo Rodulfo
- - Visible Wind
- - The Watch
- - Cabezas de Cera
- - Akinetón Retard
- - Omni
- - DFA
- - Pendragon
- - Pulsar
- - Il Balletto di Bronzo

### Baja Prog 2003[6]
- - Premiata Forneria Marconi
- - Focus
- - Pär Lindh Project
- - Ange
- - Ars Nova
- - Cast
- - Amarok
- - Entrance
- - Cabezas de Cera
- - Ricocher
- - Index
- - Pig Farm on the Moon
- - Magenta
- - French TV
- - Ankh
- - Alquilbencil
- - Trespass
- - Gallina Negra

### Baja Prog 2004[6]
- - IQ
- - Softworks
- - Deus Ex Machina
- - Arti e Mestieri
- - Anekdoten
- - KBB
- - Kotebel
- - Clearlight
- - Equilibrio Vital
- - Forever Twelve
- - Jaime Rosas Trío
- - Matraz
- - Poços & Nuvens
- - Kre
- - Psicotropia
- - Oxygene 8
- - Cast
- - Richard Sinclair

### Baja Prog 2005[6]
- - Ken Hensley
- - Carl Palmer Band
- - Arti e Mestieri
- - Caravan
- - Flash
- - Ozric Tentacles
- - Tryo
- - Tripod
- - Ashtar
- - Niño Astronauta
- - Asturias
- - Il Castelo di Atlante
- - Van
- - Fantasmagoria
- - Jacques Menache
- - Trigon
- - Steve Adams
- - Aural
- - Taal
- - Eclat

### Baja Prog 2006[6]
- - Cast
- - Marillion Acoustic Trio
- - Evolución
- - Trettioåriga Kriget
- - The Flower Kings
- - Kingsobu Ebisu
- - Sergio Álvarez
- - Toccata
- - Flamborough Head
- - Amarok
- - Mostly Autum
- - Lazuli
- - Arbatel
- - Interpose+
- - England
- - Nektar
- - Odessa
- - Mirthrandir
- - Hatfield and the North
- - SBB

### Baja Prog 2007[6]
- - Ain Soph
- - Naikaku
- - Cast
- - La Perra
- - Ezoo
- - Focus
- - Flor de Loto
- - Fromuz
- - Il Balletto di Bronzo
- - Lazuli
- - Mar de Robles
- - Ritual
- - Rudess Morgenstein Project
- - Tony Levin Band
- - RPWL
- - Time's Forgotten
- - Univers Zéro
- - Indukti
- - Satellite
- - Marotta-Griesgraver

### Baja Prog 2008[6]
- - Circa
- - New Trolls
- - Riverside
- - Platurno
- - Djamra
- - Quikion
- - Alex Carpani Band
- - Cast
- - Rocket Scientists
- - Alonso Arreola
- - Anima Inside
- - Le Orme
- - Omni
- - Octopus
- - 2112
- - Entrance
- - Prisma

### Baja Prog 2013[7]
- - Steve Hackett
- - Eddie Jobson
- - The Crimson ProjecKt
- - Cast
- - Änglagård
- - New Trolls
- - Three Friends
- - Galahad
- - Locanda delle Fate
- - Mystery
- - Jelonek
- - Panzerballet
- - Gran Turismo Veloce
- - Crisalida
- - Introvisión
- - Luz de Riada

### Baja Prog 2014[8][9]
- - Fish
- - Neal Morse Band
- - Osanna + David Jackson y Gianni Leone
- - Spock's Beard
- - Saga
- - Museo Rosenbach
- - Shylock
- - Haken
- - Moon Safari
- - IO Earth
- - Elora
- - Il Castello di Atlante
- - Felix Martin
- - Retsam Suriv
- - Frak
- - Gnu Quartet
- - Cast

## Documentales
Disponibles en el canal oficial de YouTube del festival:
- Baja Prog 2013 Film Documental
- Baja Prog 2014 Film Documental